# Нестеренко, Даниил Потапович
Даниил Потапович Нестеренко (24 декабря 1918, с. Миновка, Екатеринославская губерния — 26 апреля 1954, Акмолинская область) — участник Великой Отечественной войны, Герой Советского Союза (1944).

## Биография
Родился в крестьянской семье Потапа Варламович Нестеренко. Окончил 7 классов школы. С 1934 года работал в совхозе «Никитовский» (Константиновский район Донецкой области).
В 1939 году призван в Красную Армию. В 1941 года служил рядовым в 70-м отдельном железнодорожном батальоне.
29 сентября 1943 года, будучи стрелком 37-го гвардейского стрелкового полка (12-я гвардейская стрелковая дивизия, 61-я армия, Центральный фронт) в звании ефрейтора, в числе первых форсировал Днепр в районе деревни Глушец (Лоевский район Гомельской области), огнём из пулемёта обеспечил прикрытие переправы; в боях за расширение плацдарма связкой гранат уничтожил расчёт вражеского станкового пулемёта.
Указом Президиума Верховного Совета СССР «О присвоении звания Героя Советского Союза генералам, офицерскому, сержантскому и рядовому составу Красной Армии» от 15 января 1944 года за «образцовое выполнение боевых заданий командования по форсированию реки Днепр и проявленные при этом мужество и героизм» гвардии ефрейтору Нестеренко Данилу Потаповичу присвоено звание Героя Советского Союза с вручением ордена Ленина и медали «Золотая Звезда» (№ 1639).
В 1944 году окончил курсы младших лейтенантов. В 1945 году — командир пулемётного взвода 236-го стрелкового полка (74-я стрелковая Нижне-Днепровская дивизия).
За время войны участвовал в Курской битве, Сталинградской битве, в освобождении Донбасса, взятии Берлина (отличился при форсировании внутригородской водной преграды — Тельтов-канала). Закончил войну в звании лейтенанта. В ноябре 1945 года уволен в запас.
После увольнения в запас в 1946—1954 годах работал в совхозе «Никитовский» (объездчик, бригадир животноводства, комбайнёр). В 1954 году по комсомольской путёвке уехал на освоение целинных земель в совхоз «Дальний» (Есильский район Акмолинской области, Казахская ССР). 26 апреля 1954 года, будучи бригадиром тракторной бригады, бросился спасать трактор, переправлявшийся через реку Жаныспайку. Когда он попытался вывести машину, мотор заглох, и трактор ушёл под воду. Д. Нестеренко спастись не удалось.

## Награды
- Медаль «Золотая Звезда» Героя Советского Союза (№ 1639; 15 января 1944).
- Орден Ленина.
- Медаль «За отвагу».
- Медаль «За взятие Берлина».